# Međunarodna zračna luka Borispilj
Međunarodna zračna luka Borispilj (ukrajinski: Міжнародний аеропорт «Бориспіль») je zračna luka 6 km od mjesta Borispilj, i 29 kilometara od glavnog grada Ukrajine, Kijeva.
Zračna luka je najveća putnička zračna luka u Ukrajini te pokriva 65% zračnog prometa u Ukrajini. Jedina ima interkontinetalne letove u zemlji i pokriva većinu međunarodnih letova između Ukrajine i drugih zemalja. Kijev ima još i međunarodnu zračnu luku Žuljani.
Trenutno ima dvije staze, od kojih je jedna dugačka 4,000 m, a druga 3,500 metara.
Odluka o izgradnji zračne luke donijelo je Vijeće ministara 22. lipnja 1959.
U 2002. godini, zračna luka je dobila međunarodni certifikat o sukladnosti (ISO 9001: 2000).

## Galerija
- Pogled na zračnu luku
- Avioni